# Carolina Troncoso
Carolina Troncoso (Quilmes, Buenos Aires, 28 de febrero de 1991) es una futbolista argentina que juega como delantera en el Club Atlético Boca Juniors del  Campeonato de Fútbol Femenino de Primera División A de Argentina. Es internacional con la selección de Argentina.

## Inicios
Carolina Troncoso nació en el partido de Berazategui, en el sudeste del Gran Buenos Aires. Comenzó a jugar con sus amigos, debido a que no se animaba a jugar al fútbol femenino y de esta manera no fue a probarse a ningún club.
A los 19 años decidió realizar las pruebas en el Club Estudiantes de La Plata, quedando rápidamente fichada por el equipo "Pincha Rata", dando inicios a su carrera aproximadamente en el año 2011.

## Trayectoria profesional

### Estudiantes de La Plata
La delantera jugó para el club "Pincha" aproximadamente seis años hasta que el 7 de agosto de 2016, Carolina Troncoso disputó su último encuentro con la camiseta del Club Estudiantes de La Plata, donde convirtió un gol agónico en el cuarto minuto del adicional frente a Universidad de Buenos Aires, terminando el evento 1-1. De esta manera convirtió su último gol para el "León".

### Club Atlético Boca Juniors
El 23 de octubre de 2016, Carolina desembarca en el Club Atlético Boca Juniors, si bien no arrancó desde el principio del partido frente al Club Atlético Villa San Carlos, realizó su entrada al campo de juego a los 22 minutos del segundo tiempo por Rocío Bueno. Dicho encuentro fue a favor de "Las Gladiadoras" ganando por (5) goles a (0) al Club Atlético Villa San Carlos. En dicho encuentro la delantera no convirtió ningún gol.
Al mismo tiempo que se desempeñaba en el club Xeneize en el campo de 11, en 2018 continuó su carrera pero en ámbito del Futsal en el Club Comunicaciones. Ese mismo año fue convocada para conformar la Selección femenina de fútbol sala de Argentina, empezando los entrenamientos a fines de ese año en el Predio de la AFA en Ezeiza, para jugar su primer amistoso frente a Brasil.
En el año 2019 la jugadora sigue su camino en el Futsal desembarcando en Avellaneda, precisamente en Racing Club. En este año el técnico Nicolás Noriega de la Selección femenina de fútbol sala de Argentina ratifica la convocatoria de Carolina Troncoso, convocándola nuevamente en miras del I Torneo Grand Prix Femenino donde la albiceleste se enfrentó a Brasil, Paraguay y Chile de cara a la Copa América que se disputaría en el pías brasileño en el segundo semestre de 2019.
En el Torneo Grand Prix que se llevó a cabo en la ciudad de Xanxerê, ciudad en Santa Catarina, sur de Brasil en donde la Selección Argentina de Futsal debutó ante Chile, ganando por 5-0 y convirtiendo la delantera el quinto gol para Argentina. El certamen concluyó con la albiceleste en el segundo puesto, luego de caer con Brasil.
El 25 de septiembre de 2018, Carolina Troncoso en la segunda fecha del torneo bate su propio récord de goles en un mismo partido, convirtiendo seis (6) tantos ante el Club Deportivo Morón. Años atrás había convertido cuatro (4) goles para Estudiantes de La Plata.
El sábado 9 de marzo de 2019 se dio un encuentro histórico debido a que el plantel de Futbol Femenino de Boca Juniors "Las Gladiadoras" por primera vez jugaban un partido oficial en La Bombonera en el marco de una iniciativa por el club Xeneize por el Día Internacional de la Mujer. Las "Bosteras" se enfrentaban al Club Atlético Lanús en la quinta fecha del campeonato, siendo Carolina Troncoso titular en el encuentro disputado con la número 9 en su espalda.
El 9 de agosto de 2019, después de 28 años el fútbol femenino del Club Atlético Boca Juniors se profesionalizó y Carolina Troncoso firmaría su primer contrato profesional entre otras 18 jugadoras más de la institución.
El miércoles 25 de septiembre de 2019 se daría el primer Superclásico femenino de la era Semiprofesional en el Estadio Alberto J. Armando, en esta ocasión el partido se dio en el debut del campeonato de primera división y varias de las jugadoras jugarían cobrando un sueldo profesional. El espectáculo se llevó ante 4 mil socios en la platea baja. Carolina Troncoso fue titular en dicho encuentro donde el Club Atlético Boca Juniors se impuso por 5 goles ante el Club Atlético River Plate, que no convirtió ningún tanto.
El 31 de enero de 2020 se llevaría a cabo en la provincia de San Luis el Torneo de Verano que se disputó como un cuadrangular que incluyó a Boca, River y a la Selección de San Luis. El conjunto "Xeneize" y el de la banda habían vencido a las locales en sus respectivos partidos. Tanto las Millonarias como "Las Gladiadoras" se impusieron ante las locales por 2-0. Ambos equipos disputaron el Superclásico, enfrentándose así el Club Atlético Boca Juniors contra el Club Atlético River Plate. "Las Gladiadoras" se coronaron campeonas tras vencer por 2-0 a "Las Millonarias" en el estadio La Pedrera. El primer gol del partido lo marcó Clarisa Huber, a los 30 minutos del primer tiempo. En el comienzo de la segunda parte, cuando solo iban cinco minutos, Carolina Troncoso decretó el 2-0 para Boca Juniors.
El 19 de enero de 2021, se llevó a cabo la primera final en la era profesional de fútbol femenino de Argentina por el Torneo Transición 2020 en el Estadio José Amalfitani. La final se definió con el superclásico argentino, enfrentándose Boca Juniors contra River Plate. "Las Gladiadoras" golearon 7-0 a las "Millonarias" con goles de Clarisa Huber, Yamila Rodríguez, Lorena Benítez, Fabiana Vallejos (2) y Andrea Ojeda (2) logrando su título número 25 y quedando en la historia como las primeras campeonas en la era profesional. Carolina Troncoso fue titular en la final y dio una asistencia en el encuentro para que Fabiana Vallejos convierta el cuarto gol del encuentro a los 35 minutos del primer tiempo. La delantera, con el número 7 en su espalda, terminó el campeonato con dos goles y una asistencia, jugando en el campeonato 501 minutos. De esta forma Carolina Troncoso gana su primer título con la camiseta azul y oro y quedando en la historia del plantel de "Las Gladiadoras" siendo el primer equipo en ganar el campeonato en la era profesional.
El 5 de diciembre de 2021, "La hija del viento", apodo que le otorgaría la hinchada xeneize, se vuelve a consagrar campeona con el Club Atlético Boca Juniors. Carolina Troncoso pudo coronarse con otro título con la camiseta azul y oro, tras derrotar por 5 a 2 al Club Deportivo UAI Urquiza en la final del Clausura 2021. Esta victoria le daría el pase al conjunto de La Boca de disputar la Superfinal de Fútbol Femenino 2021 y enfrentarse nuevamente con San Lorenzo de Almagro quien ya había obtenido Torneo Femenino Clausura 2021.
EL 11 de diciembre se disputó en el Estadio Ciudad de Vicente López, cancha en donde juega el Club Atlético Platense, la Superfinal de Fútbol Femenino de Primera División A, "la siete brava", oriunda de Quilmes, se consagró en 6 días bicampeona, dando otra vuelta olímpica en la camiseta "Xeneize", tras ganarle a "Las Santitas" por 4 a 2. 
De esta manera Carolina Troncoso concluiría su etapa con el club de la rivera, obteniendo tres títulos en la era semi profesional del fútbol argentino.

### Junior de Barranquilla
El 9 de febrero del 2022, la delantera firmó su nuevo contrato, siendo el nuevo refuerzo de Junior de Barranquilla para el nuevo certamen de la liga femenina de Colombia, más conocida como la Liga Dimayor.
El 21 de febrero se dio a conocer la lista de convocadas para la primera fecha de la Liga Dimayor, donde Carolina Troncoso estaría dentro de las 18 jugadoras para comenzar el campeonato.
El 22 de febrero, la delantera argentina debutaría como titular con "Las Tiburonas" para enfrentar a Cortulúa, donde el equipo de Barranquilla se impondría por un 2-1 en el arranque de la liga.

### Presentación Camiseta por los 80 años de la Bombonera
El 29 de septiembre del 2020, Boca Juniors presentó su tercer indumentaria debido a que el 25 de mayo del 2020 el Templo xeneize cumplió 80 años. La marca de las tres tiras lanzó una camiseta a modo de homenaje.
La campaña de las tres tiras se baso en un lanzamiento de "Tu Casa La de Boca", representando la conexión entre la gente con el club y con la Bombonera. A esta campaña se sumaron tres jugadoras del plantel profesional de "Las Gladiadoras", entre ellas Carolina Troncoso fue una de las responsables de presentar la camiseta aniversario 80, lanzamiento que se enmarcó dentro de la campaña global de la marca #ReadyForSport, que el objetivo es apoyar a los deportistas de todo el mundo en la vuelta a sus actividades.

### Deportivo Cali Femenino
Para el 2023 es contratada por el Deportivo Cali Femenino para  la disputa de los torneos previstos.

### Retorno a Boca Juniors
El 21 de julio de 2023 Boca anunció su retorno al club.

## Clubes

### Fútbol
| Club                    | País      | Año               |
| ----------------------- | --------- | ----------------- |
| Estudiantes de La Plata | Argentina | 2011 - 2016       |
| Boca Juniors            | Argentina | 2016 - 2022       |
| Junior de Barranquilla  | Colombia  | 2022              |
| ASA Tel Aviv            | Israel    | 2022              |
| Deportivo Cali Femenino | Colombia  | 2023              |
| Boca Juniors            | Argentina | 2023 - Actualidad |

### Futsal
| Club                | País      | Año         |
| ------------------- | --------- | ----------- |
| Club Comunicaciones | Argentina | 2018 - 2019 |
| Racing Club         | Argentina | 2019        |

## Selección nacional

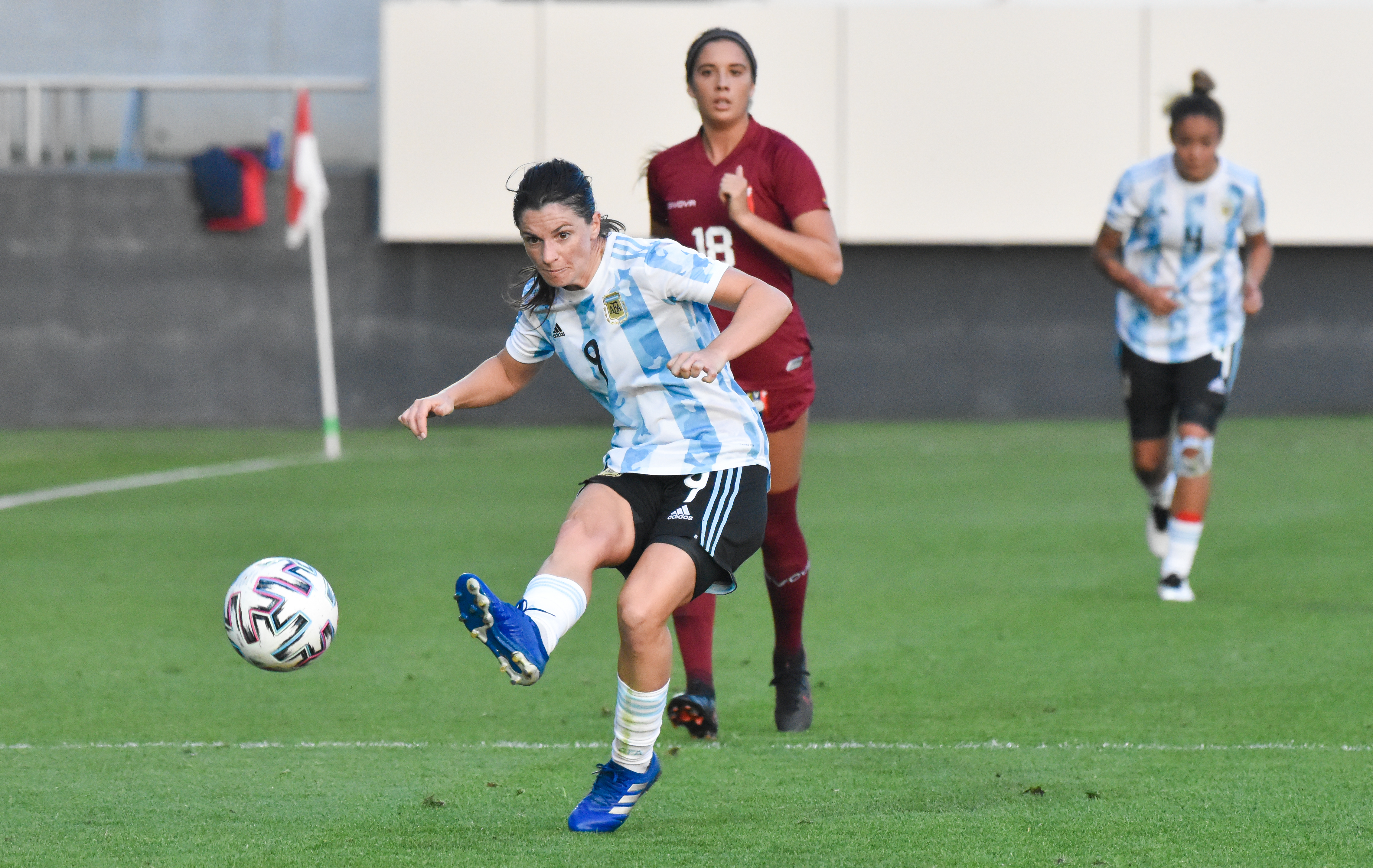
Basque Country International Women's Cup

En el año 2018 Carolina Troncoso fue convocada para conformar la Selección femenina de fútbol sala de Argentina, empezando los entrenamientos a fines de ese año en el Predio de la AFA en Ezeiza, finalmente no estuvo en la convocatorio final para disputar el amistoso. 
Luego en el 2019 fue citada nuevamente y participó en el I Torneo Grand Prix Femenino donde la albiceleste se enfrentó a Brasil, Paraguay y Chile de cara a la Copa América que se disputaría en el pías brasileño en la ciudad de Santa Catarina, sur de Brasil. El torneo finalizó con la segunda posición de Argentina y Carolina Troncoso convirtió un tanto en el cuadrangular.
El 1 de abril de 2021, Carolina Troncoso, la puntera derecha del Club Atlético Boca Juniors fue convocada para disputar la primera edición Basque Country International Women's Cup.

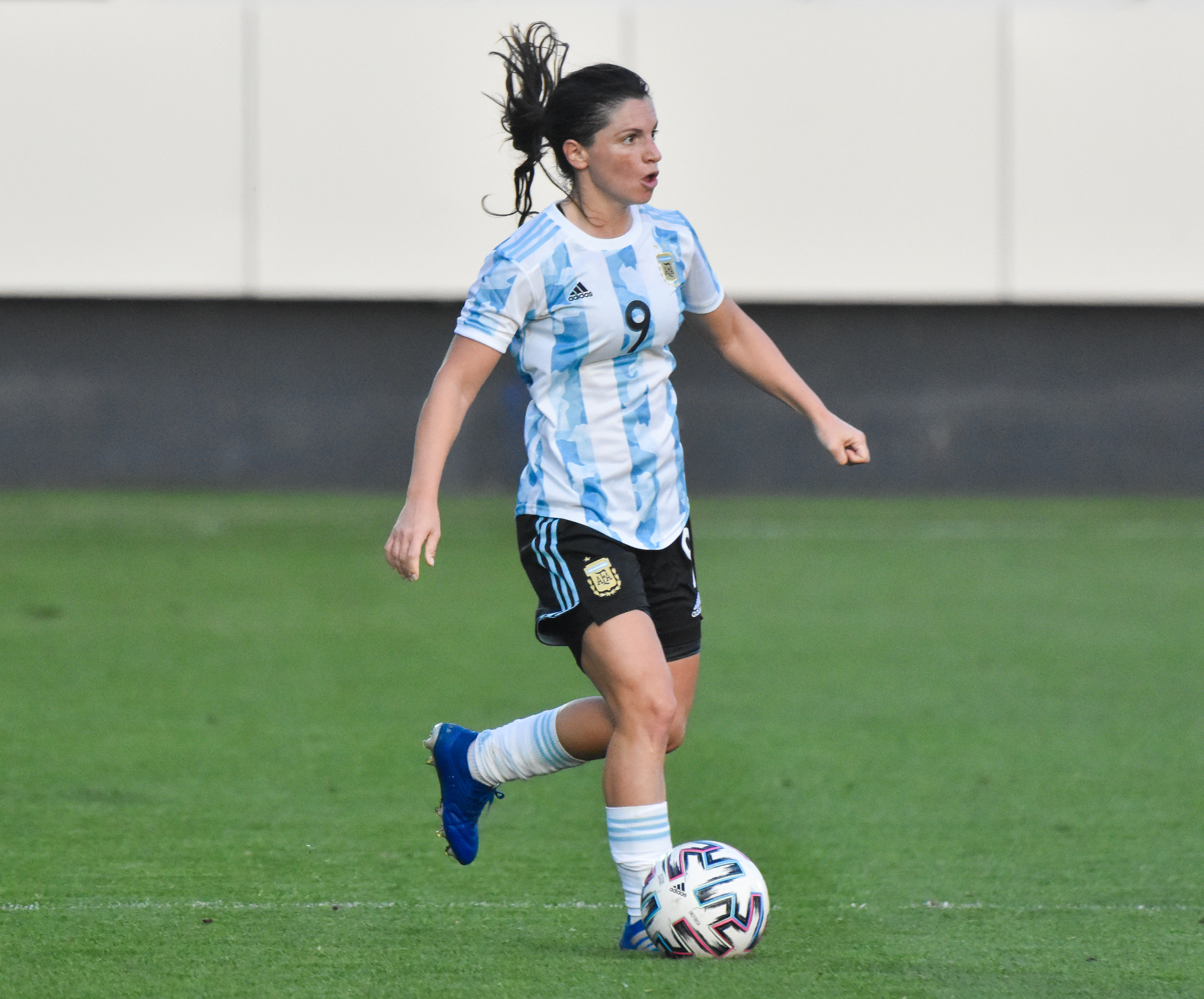
Basque Country International Women's Cup

Este torneo se disputa en tierras vascas y contará con la participación después de tres años de la Selección femenina de fútbol de Euskadi, Selección correspondiente al País Vasco, Selección femenina de fútbol de Argentina, Selección femenina de fútbol de Nigeria y Selección femenina de fútbol de Venezuela.
Luego de su debut con la Selección Argentina, la delantera que vistió la número 9 en su espalda declaró:

“Estoy muy contenta, tenía muchas ganas de jugar. No se pudo dar el resultado, pero igual contenta por el equipo. Las estoy conociendo”.

En los primeros días de septiembre de 2021, bajo el mando del nuevo cuerpo técnico de la Selección femenina de fútbol de Argentina como Germán Portanova como entrenador, llegó una nueva convocatoria para vestir nuevamente la camiseta "albiceleste" para la delantera Carolina Troncoso. Luego de haber jugado por última vez el torneo Basque Country International Women's CupFemenino la delantera de Boca Juniors viajara a tierras brasileras para afrontar dos partidos frente a la "verdeamarela" entre los días del 15 al 21 de septiembre.

### Estadísticas
Datos actualizados al último partido jugado el 1 de agosto de 2025.
| Selección | Año   | Amistoso | Amistoso | Copa América | Copa América | Total | Total |
| Selección | Año   | PJ       | G        | PJ           | G            | PJ    | G     |
| --------- | ----- | -------- | -------- | ------------ | ------------ | ----- | ----- |
| Argentina |       |          |          |              |              |       |       |
| 2021      | 2     | 0        | 0        | 0            | 2            | 0     |       |
| 2023      | 1     | 0        | 0        | 0            | 1            | 0     |       |
| 2024      | 2     | 0        | 0        | 0            | 2            | 0     |       |
| 2025      | 3     | 0        | 4        | 0            | 7            | 0     |       |
| Total     | Total | 8        | 0        | 4            | 0            | 12    | 0     |

## Palmarés
| Título             | Club         | País      | Año    |
| ------------------ | ------------ | --------- | ------ |
| Primera División A | Boca Juniors | Argentina | T-2020 |
| Primera División A | Boca Juniors | Argentina | C-2021 |
| Superfinal         | Boca Juniors | Argentina | 2021   |
| Copa de la Liga    | Boca Juniors | Argentina | 2023   |
| Copa Federal       | Boca Juniors | Argentina | 2023   |
| Primera División A | Boca Juniors | Argentina | A-2024 |

## Minutos Jugados por Torneo[37]
| Jugadora          | Torneo                             | País      | Minutos |
| ----------------- | ---------------------------------- | --------- | ------- |
| Carolina Troncoso | Torneo de Transición Femenino 2020 | Argentina | 501     |
| Carolina Troncoso | Torneo Femenino Apertura 2021      | Argentina | 870     |
| Carolina Troncoso | Torneo Femenino Clausura 2021      | Argentina | 788     |
| Total             | Total                              | Total     | 2159    |

## Goles, Asistencia, Promedio por Partidos, Promedios en Torneos[37]
| Jugadora          | Torneo                                        | Goles | Asistencia | Promedio por Partido | Total de Participación | Promedio de Participación de los goles en el Torneo |
| ----------------- | --------------------------------------------- | ----- | ---------- | -------------------- | ---------------------- | --------------------------------------------------- |
| Carolina Troncoso | Torneo Rexona de Primera A de Fútbol Femenino | 8     | 0          | 1,87                 | 8                      | 9,63                                                |
| Carolina Troncoso | Torneo de Transición Femenino 2020            | 2     | 1          | 0,29                 | 3                      | 9,09                                                |
| Carolina Troncoso | Torneo Femenino Apertura 2021                 | 4     | 3          | 0,57                 | 7                      | 18,92                                               |
| Carolina Troncoso | Torneo Femenino Clausura 2021                 | 2     | 2          | 0,18                 | 4                      | 11,43                                               |